# The Masterplan (canción)
"The Masterplan" es una canción de la banda británica Oasis, escrita por Noel Gallagher.
La canción fue publicada como un lado-B de la versión CD de su exitoso sencillo "Wonderwall" en octubre de 1995. "The Masterplan" también fue publicada con el EP Stop The Clocks en noviembre de 2006. El tema comparte nombre con la compilación de lados-B, The Masterplan, en la cual destaca como la última canción del disco.
Noel Gallagher ha declarado en varias ocasiones que "The Masterplan" es una de las mejores canciones que él ha escrito. Sin embargo lamenta que esta haya sido publicada en primera instancia tan solo como un lado-B, admitiendo que era "joven y estúpido" cuando tomó esa decisión.
"The Masterplan" es cantada por Noel, la cual es tocada por todos los miembros de la banda a excepción de Liam Gallagher, incluyendo una orquesta. La canción presenta también un solo de guitarra al revés después del primer coro. Aproximadamente a 30 segundos para el final de la canción, Noel puede ser escuchado (distorsionadamente) cantando el coro de "Octopus's Garden" de The Beatles.
"The Masterplan" fue generalmente bien recibida en iTunes con alrededor de 800 descargas en la fecha de publicación de Stop The Clocks.
La canción está incluida en el álbum recopilatorio Stop the Clocks. Un videoclip animado fue creado para promocionar el álbum. Como dato extra, la canción aparece dentro de la banda sonora de la película española "La Mujer Más Fea del Mundo".

## Lista de canciones
CD promocional México (PRCD 97583), CD promocional Bélgica (none)

| N.º  | Título           | Duración |  |
| 1.   | «The Masterplan» | 5:22     |  |
| 5:22 |                  |          |  |

CD promocional Alemania (4897)

| N.º  | Título                           | Duración |  |
| 1.   | «The Masterplan» (Radio Edit)    | 3:40     |  |
| 2.   | «The Masterplan» (Album Version) | 5:22     |  |
| 9:02 |                                  |          |  |

DVD promocional (none)

| N.º  | Título                         | Duración |  |
| 1.   | «The Masterplan» (Music Video) | 5:33     |  |
| 5:33 |                                |          |  |